# Discoglòssids
Els discoglòssids (Discoglossidae) són una família d'amfibis anurs que conté dos gèneres, Alytes i Discoglossus. Tots dos gèneres es troben a Europa i al nord-oest d'Àfrica.

## Característiques
- Els representants d'aquesta família són gripauets que tenen la pupil·la vertical, el·líptica o triangular, la llengua plana i discoïdal i dents a la mandíbula superior.
- L'amplexus és engonal i les larves tenen l'espiracle en posició medioventral.
- La cintura pectoral és arcífera, és a dir, els ossos de la part ventral (els epicoracoïdals) se superposen i tenen una certa mobilitat, l'un sobre l'altre.